# Волков Володимир Іванович (конструктор)
Володи́мир Іва́нович Во́лков (рос. Владимир Иванович Волков; *1921 — 2003) — конструктор стрілецького озброєння, що працював в Тульському ЦКИБ СОО.

## Біографія
Народився в Тулі в 1921 у в сім'ї робітника-зброяра.
У 1939 році поступив в МВТУ імені Баумана, але під час війни у 1941—1942 роках працював на Іжевському машинобудівному заводі в Як робочий-верстатника. У 1943 у з групою студентів збройно-кулеметної спеціальності був переведений в Тульський механічний інститут, після закінчення якого в 1945 році був направлений в ЦКБ-14. Працював інженером-конструктором, начальником науково-дослідного відділу, головним інженером ЦКБ.
Після реорганізації ЦКБ-14 в 1960 році був призначений заступником начальника ЦКИБ СОО по НДДКР. З 1962 по 1990 рік и — головний інженер ЦКИБ СОО.
Автор і керівник розробки численних зразків стрілецько-гарматного озброєння, в тому числі кулемети НСВ-12, 7 «Скеля».
Пішовши на пенсію в 1990 році, до 2001 році Володимир Іванович працював провідним інженером.
Помер у 2003 році.

## Пам'ять
- Написав книгу, присвячену історії Тульського ЦКИБ.

## Нагороди
- Нагороджений орденом Леніна (1968), орденом Жовтневої Революції (1971), двома орденами Трудового Червоного Прапора (1962, 1976).
- Нагороджений медалями «За доблесну працю у Великій Вітчизняній війні 1941—1945 рр..» (1946), «Тридцять років Перемоги у Великій Вітчизняній війні 1941—1945 рр..» (1975), "Сорок років Перемоги у Великій Вітчизняній війні 1941—1945 рр.. "(1985), « 50 років Перемоги у Великій Вітчизняній війні 1941—1945 рр..» (1995), «За доблесну працю у Великій Вітчизняній війні 1941—1945 рр..» (1993), «За доблесну працю в ознаменування 100-річчя з дня народження В. І. Леніна» (1970), «В пам'ять 850-річчя Москви» (1997), «300 років Російському флоту» (1996), «Ветеран праці» (1981), «Срібна медаль ВДНГ» (1964), «Бронзова медаль ВДНГ» (1967).
- Лауреат Державних премій СРСР (1968, 1989) і премії імені С. І. Мосіна (1965).